# Voorjaarsbreeksteeltje
Het voorjaarsbreeksteeltje  (Conocybe aporos)  is een paddenstoel die behoort tot de familie Bolbitiaceae. Hij leeft saprotroof op de grond, in loofbossen, soms in parken en wegbermen, zelden in grasland, op voedselrijke, basische, meestal kleiïge bodem, soms op humeus zand.

## Kenmerken

### Uiterlijke kenmerken
Hoed
De hoed heeft een diameter van 1-3 cm. De paddenstoel is gestreept. De kleur varieert van okergeel via kaneelkleurig tot intens roodbruin. Bij vochtig weer heeft de rand groeven. De hoed is hygrofaan; bij droog weer verbleekt hij, beginnend vanuit het midden.
Lamellen
De lamellen zijn smal aangehecht. De kleur van de lamellen is licht okerkleurig, later roestbruin. De lamelsnede is vlokkig getand en wit gekleurd. 
Steel
De steel is 2–6 cm lang, 2 mm dik, cilindrisch. De kleur is lichter dan die van de hoed en is bedekt met witachtige vezeltjes. De paddenstoel heeft een ring. De ring is leerachtig en geribbeld.
Geur en smaak
Het vlees heeft een geur die lijkt op die van geranium.
Sporenprint
De sporenprint is geel of oker. 

### Microscopische kenmerken
De sporen zijn zonder kiempore en meten (6,8-) 7,2-9,9 x 4,1-5,4 micron. De basidia zijn 4-sporig en meten (19-) 21-27,5 (-30) x (5-) 6-7,5 (-9) micron. Soms komen 2-sporige basidia voor. Cheilocystiden zijn subcilindrisch, subflesvormig tot flesvormig, meestal onregelmatig van vorm en/of geknikt met een opvallend gezwollen kopje en meten 22,5-60 x (3-)5-10(-11) x 3-7,5 (-9) micron.

## Verspreiding
Het voorjaarsbreeksteeltje komt veel voor in Noord-Amerika en Noord-Europa en wordt ook aangetroffen in Nieuw-Zeeland. In Nederland komt het algemeen voor. Het is niet bedreigd en staat niet op de rode lijst.